# 大野済也
大野 済也（おおの せいや、1971年10月18日 - ）は、NHKのチーフアナウンサー。

## 人物
岐阜県立加納高等学校を経て武蔵大学人文学部卒業後、1996年入局。

## 現在の出演番組
- ひるどき！さいたま〜ず（パーソナリティー）
- 埼玉県内のFMニュース、中継リポート

など

## 過去の出演番組
- ニュース6佐賀 - 中継
- 佐賀のニュース・中継・リポート
- 生活ほっとモーニング（2006年9月21日）
- 生中継 ふるさと一番!（2007年2月12日・13日）中継お届け人
- きょうの料理（2007年度、大阪制作分）
- ぐるっと関西プラス（2007年4月 - 2008年7月）
- 関西のニュース・中継・リポート
- 関西845（不定期）
- Newsまるごと山梨（鹿島綾乃の代行キャスター）
- 山梨のニュース・中継・リポート
- ニュース山梨845（不定期）
- ともに生きる（ラジオ第2）
- ゆうどきネットワーク リポーター
- ここはふるさと　旅するラジオ　司会（2010年8月 - 2011年3月）
- NHK BSニュース
- 100分de名著 語り（2011年7月、11月）
- ザ少年倶楽部 - スピンオフ企画であるリクエストスペシャルのナレーション（2011年9月 - 月1回）
- 極める! 語り
  - 「矢口真里の靴学」（2011年11月）
  - 「サンドウィッチマンの遊園地学」（2012年3月）
- 10min ボックス ナレーション
- 富山放送局放送部副部長（アナウンス統括）
- 富山県のニュース
- おはよう富山（不定期）
- ニュースとやま845（不定期）
- ニュースとやま645（不定期）
- ニュース富山人（編集責任者）
- さらさらサラダ・富山（編集責任者）
- 富山放送局制作番組の編集責任者
- 茨城県のニュース
- 茨城ニュース845（不定期）
- いば6（キャスター）（2018年12月10日 - 2019年3月29日）
他に、2016 - 2018年度は代行キャスターを務めることがあった。
- いばラジカル → サタデーFM いばゆる（2017年6月 - 2019年5月11日）
- 茨城スペシャル「クイズ茨城王決定戦」（2017年12月26日、2018年5月2日、2020年2月14日。いずれも司会）
- 2019年10月の令和元年東日本台風（台風19号）では、宇都宮放送局に応援で派遣され、災害情報を中心に中継やローカルニュースを担当した。
- 2020年2月には仙台放送局に応援で派遣され、ローカルニュースを担当した。（2020年2月27日、2月28日、2月29日）
- NHKけさのニュース土日祝キャスター（不定期）
- さいたま放送局アナウンスグループ統括（ - 2025年6月30日）
- ひるまえ ほっと（埼玉県キャスター・編責）